# Yuri Alberto
Yuri Alberto Monteiro da Silva (São José dos Campos, 18 de março de 2001) é um futebolista brasileiro que atua como centroavante. Atualmente joga pelo Corinthians.

## Carreira em clubes

### Santos

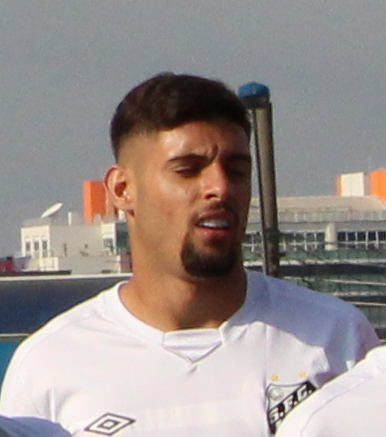
Yuri Alberto no Santos Sub-20 em 2019

Nascido em São José dos Campos, São Paulo, Yuri Alberto ingressou nas categorias de base do Santos em 2013, aos doze anos de idade. O atacante assinou seu primeiro contrato profissional no dia 28 de julho de 2017, com duração de três anos. Em 1 de novembro de 2017, foi promovido ao elenco principal por Elano, técnico interino. O centroavante estreou no time titular no dia 16 de novembro, quinze dias depois, substituindo o volante Renato na derrota fora de casa por 3–1 contra o Bahia.
Yuri Alberto marcou seu primeiro gol pelo Peixe no dia 7 de março de 2018, na derrota por 2–1 contra o Novorizontino, válida pelo Campeonato Paulista. Tornou-se o sexto mais jovem a marcar pelo Santos em sua história, com 16 anos, 11 meses e 20 dias. Estreou na Libertadores em 24 de maio, substituindo Vitor Bueno num empate em casa por 0–0 contra o Real Garcilaso. Depois de ganhar destaque durante a campanha de 2018, só conseguiu aparecer duas vezes sob o comando de Jorge Sampaoli em 2019. Em março de 2020, voltou ao time principal sob o comando do novo técnico, Jesualdo Ferreira, mas ainda rejeitou a renovação de contrato do clube e optou por deixar o Santos em julho de 2020.

### Internacional
Em 16 de julho de 2020, foi noticiado que Yuri Alberto teria assinado um contrato de cinco anos com o Internacional. Isso levou a um conflito com o Santos, pois o clube alegou que uma cláusula no contrato de Yuri Alberto dava prioridade para a renovação. Logo após o anúncio na mídia, o Internacional divulgou um comunicado oficial lamentando o "vazamento" da oferta.
No dia 3 de agosto, depois de divulgar uma nota dois dias antes afirmando que o clube "desejava-lhe sucesso em sua carreira jogando pelo Santos", o Internacional anunciou a contratação do atleta com um contrato de cinco anos. O atacante marcou seu primeiro gol com a camisa do Inter no dia 14 de outubro, na vitória por 5–3 contra o Sport, na Ilha do Retiro, em jogo válido pelo Campeonato Brasileiro.
Em 20 de janeiro de 2021, Yuri Alberto marcou um hat-trick e deu uma assistência na goleada por 5–1 contra o São Paulo, elevando sua contagem para dez gols em apenas 16 partidas. Já no dia 8 de agosto, marcou seu segundo hat-trick pelo Internacional na vitória por 4–0 sobre o Flamengo, dessa vez válida pelo Campeonato Brasileiro 2021, chegando assim aos onze gols na temporada. O jogador se despediu do clube gaúcho no dia 30 de janeiro de 2022, após ser vendido para o futebol russo.

### Zenit
No dia 30 de janeiro de 2022, Yuri Alberto assinou um contrato de cinco anos com o Zenit, que pagou 25 milhões de euros (aproximadamente 150 milhões de reais) pela sua contratação. Estreou pelo time russo no dia 3 de fevereiro, em uma vitória por 1–0 contra o Midtjylland, pela Atlantic Cup. Marcou seu primeiro gol pelo Zenit no dia 28 de fevereiro, na vitória por 3–2 sobre o Rubin Kazan, válida pela Premier League Russa. Já no dia 30 de abril, conquistou a Premier League Russa de 2021–22 com três rodadas de antecedência após seu time vencer o Lokomotiv Moscou por 3–1. Devido à invasão da Ucrânia pela Rússia e o conflito gerado entre ambos os países, Yuri Alberto despediu-se do clube russo no dia 29 de junho.

### Corinthians

#### 2022
Em 29 de junho de 2022, o Zenit confirmou o empréstimo do atleta para o Corinthians por um ano. Na negociação, o clube paulista enviou dois jogadores ao time russo: o goleiro Ivan e o meia Gustavo Mantuan. No mesmo dia (29), Yuri Alberto foi anunciado oficialmente pelo clube alvinegro. Já no dia 8 de julho, o atacante foi apresentado antes de um treino aberto para a torcida na Neo Química Arena. Em 20 de julho, foi revelado que o jogador usaria a icônica camisa 7 na Libertadores. Yuri Alberto estreou pelo Corinthians no dia 20 de julho, numa vitória por 3–1 contra o Coritiba, na Neo Química Arena, em jogo válido pelo Campeonato Brasileiro.
Já no dia 13 de agosto, após a eliminação na Libertadores, o atacante Róger Guedes passou a utilizar a camisa 10, que anteriormente pertencia ao meia Willian. Com isso, Yuri Alberto passou a ser o novo camisa 9. O jogador teve grande atuação no dia 17 de agosto, marcando não apenas o seu primeiro gol pelo alvinegro, mas fazendo um hat-trick na goleada por 4–1 contra o Atlético Goianiense, válida pela Copa do Brasil. Yuri Alberto marcou seu primeiro gol em clássicos no dia 11 de setembro, num empate em 1–1 com o São Paulo, no Morumbi, válido pelo Campeonato Brasileiro. Voltou a balançar as redes no dia 28 de setembro, novamente contra o Atlético Goianiense, mas dessa vez numa vitória por 2–1, válida pelo Brasileirão.

#### 2023
No dia 10 de janeiro de 2023, Yuri Alberto teve sua transferência anunciada de forma definitiva ao Corinthians. O clube paulista adquiriu 50% dos direitos do jogador, que assinou um contrato válido por cinco temporadas, até o final de 2027. A negociação envolveu a saída em definitivo do zagueiro Robert Renan e do volante Du Queiroz, em troca da permanência de Yuri no Timão. Em seu primeiro jogo na temporada, no dia 18 de janeiro, o atacante fez um gol e deu uma assistência na vitória por 3–0 sobre o Água Santa, válida pelo Campeonato Paulista. Em seguida, após passar oito partidas sem balançar as redes, Yuri Alberto desencantou e marcou um gol contra o Santos, no dia 26 de fevereiro, num empate em 2–2 na Vila Belmiro, válido pelo Paulistão. Já no dia 4 de março, fez dois gols no Santo André na vitória por 3–1 na Neo Química Arena, também pelo Campeonato Paulista.

#### 2024

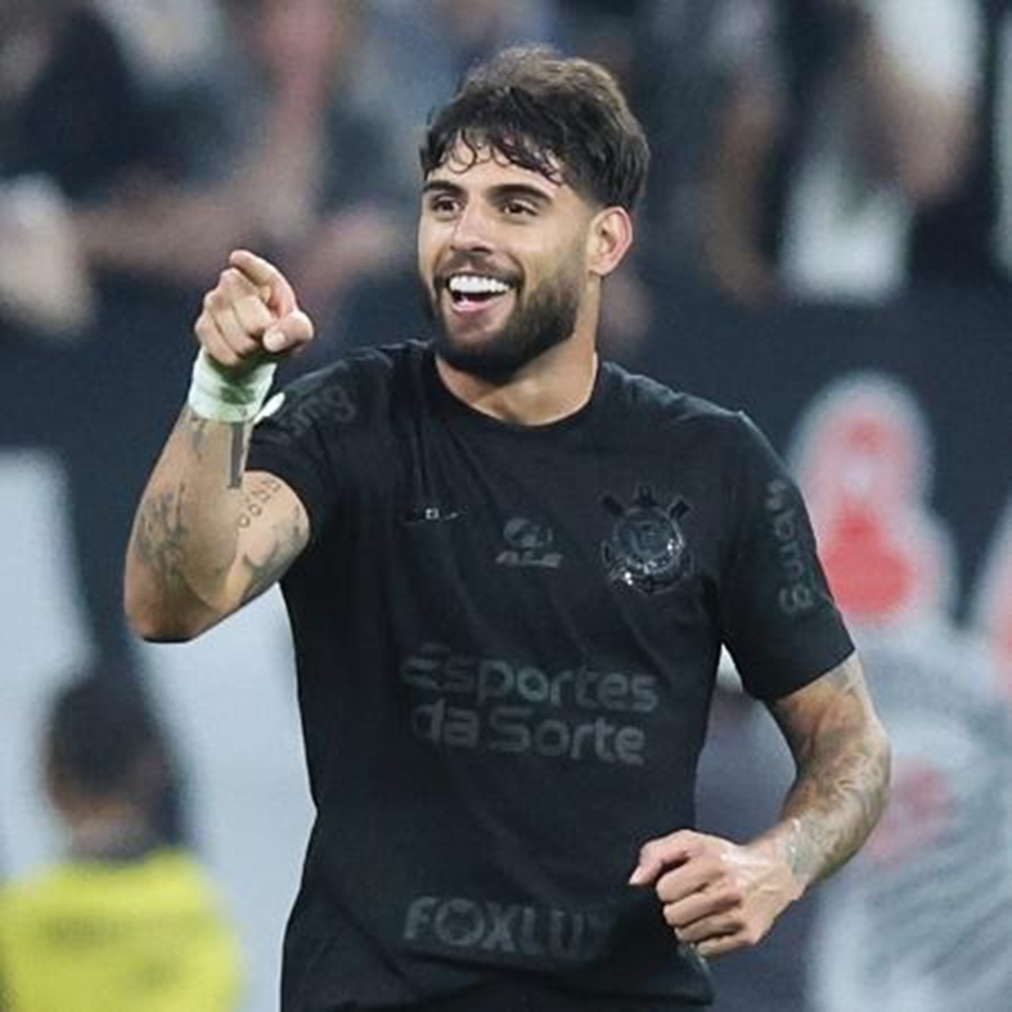
Yuri Alberto pelo Corinthians em 2024

Em 18 de fevereiro, Yuri Alberto chegou a marca de 100 jogos com a camisa do Corinthians, em um empate por 2–2 no Derby Paulista, pelo Campeonato Paulista. Nesse jogo, o centroavante marcou um gol e sofreu uma fratura na costela. Em 14 de maio, chegou a marca de 37 gols pelo Corinthians, superando a marca de Ronaldo Fenômeno (35). Em 22 de maio, o jogador chegou a marca de 25 gols na Neo Química Arena, ultrapassando Jadson (24) e ficando isolado na quarta posição no ranking de artilharia do estádio. Em 11 de junho, Yuri Alberto anotou um bis no empate do Timão com Atlético Goianiense por 2–2 no Antônio Accioly, em Goiânia, pela oitava rodada do Campeonato Brasileiro. Em 1 de agosto, foi submetido a uma cirurgia para retirada da vesícula biliar. Até 19 de agosto, Yuri evoluiu rapidamente nos treinos de reabilitação. O tempo de recuperação médio era de aproximadamente um mês. Em 25 de agosto, voltou a ser relacionado para uma partida após sua recuperação. O jogador participou da derrota para o Fortaleza por 1–0, na Arena Castelão, pelo Campeonato Brasileiro. Em 17 de setembro, chegou a marca de 43 gols pelo Corinthians e igualou Róger Guedes no top-10 dos maiores goleadores do clube no século. Na temporada, o atacante manteve a artilharia do ano com 20 gols pelo clube paulista.
Em 5 de outubro, chegou a marca de 20 gols no ano ao marcar duas vezes no empate contra o Internacional, na Neo Química Arena, pelo Campeonato Brasileiro 2024. Yuri também alcançou a marca de 46 gols com a camisa do Timão, igualando a marca de Carlitos Tévez. Em 4 de novembro, chegou a marca de 32 gols na Neo Química Arena e ultrapassou Róger Guedes (31), ficando em segundo lugar na arilharia do estádio. Em 1 de dezembro, alcançou a marca de 13 gols no Campeonato Brasileiro ao marcar duas vezes na goleada de 4–2 contra o Criciúma, se tornando o artilheiro isolado naquele momento e consagrando definitivamente a boa fase. Na vitória por 3–0 contra o Bahia, no dia 3 de dezembro, o atacante alcançou a marca de 30 gols na temporada, igualando o atacante Pedro. Em 8 de dezembro, no final da temporada, na vitória por 3–0 contra o Grêmio, Yuri chegou aos 31 gols se tornando o artilheiro isolado do Brasil no ano. Também foi o artilheiro do Campeonato Brasileiro com 15 gols junto com o atacante Alerrandro, do Vitória. No dia seguinte, foi premiado com o Prêmio ESPN Bola de Prata de artilheiro do Campeonato Brasileiro. Em 12 de dezembro, recebeu o Troféu Roberto Dinamite de artilheiro do Campeonato Brasileiro, da CBF.

#### 2025
No dia 16 de janeiro, chegou a marca de 150 jogos com a camisa do Corinthians, na vitória por 2–1 contra o Red Bull Bragantino, válida pelo Campeonato Paulista. Em 12 de fevereiro, na vitória por 2–1 contra o Santos, na Neo Química Arena, pelo Paulistão, Yuri chegou a marca de 100 gols na carreira, marcando os dois gols do Timão. No dia 27 de março, sagrou-se campeão do Campeonato Paulista após o empate por 0–0 contra o Palmeiras. No jogo de ida, o Corinthians venceu o rival por 1–0. O jogador foi responsável pelo único gol marcado nos dois confrontos entre as equipes, sendo o gol do título. Em 28 de março, na premiação do Campeonato Paulista 2025, o atacante levou os prêmios de melhor jogador, craque da galera e fez parte da seleção do campeonato.
Em 3 de maio, fez seu segundo hat-trick com a camisa do Corinthians, na goleada por 4–2 contra o Internacional, na Neo Química Arena, pelo Campeonato Brasileiro. Nessa partida, o atacante se tornou o artilheiro do século 21 do alvinegro paulista ao chegar a marca de 68 gols, ultrapassando Ángel Romero (67 gols). Em 18 de maio, na partida contra o Santos, Yuri Alberto tornou-se o artilheiro isolado da Neo Química Arena ao marcar o gol da vitória e chegar a marca de 44 gols no estádio, também ultrapassando Ángel Romero (43 gols). Em 24 de maio, sofreu uma lesão no processo transverso de L1 à direita, no empate por 0–0 contra o Atlético Mineiro, pelo Campeonato Brasileiro 2025. A recuperação evoluiu bem, e em julho o jogador começou a fazer trabalhos com bola. No dia 24 de julho, Yuri Alberto teve seu contrato renovado até julho de 2030.
Depois de dois meses parado por lesão, Yuri retornou aos gramados no dia 26 de julho, num empate por 1–1 contra o Botafogo, no Estádio Nilton Santos, pelo Campeonato Brasileiro. O atacante entrou no segundo tempo e atuou por 48 minutos. Em 12 de agosto, Yuri sentiu dores abdominais e foi encaminhado ao hospital, onde teve diagnosticada uma hérnia inguinal e precisou ser operado. Segundo a nota do clube, a previsão de retorno é de cerca de três meses.

## Seleção Nacional

### Sub-17
Em 16 de fevereiro de 2017, Yuri Alberto foi convocado para a Seleção Brasileira Sub-17 para a disputa do Campeonato Sul-Americano 2017. O jogador sagrou-se campeão após o Brasil golear o Chile por 5–0 na final. Também participou do Torneio de Montaigu e da Copa do Mundo FIFA Sub-17.

### Sub-20
Em 7 de março de 2018, Yuri Alberto e seu companheiro de clube, Rodrygo, foram convocados para a Seleção Brasileira Sub-20, mas ambos foram cortados do elenco seis dias depois, após um pedido de José Carlos Peres, presidente do Santos.
No dia 16 de dezembro de 2019, foi convocado para a Seleção Brasileira Sub-23 para a disputa do Torneio Pré-Olímpico 2020.

### Principal
No dia 19 de março de 2023, após o corte de Richarlison, por lesão, Yuri Alberto foi convocado para a Seleção Brasileira pelo técnico interino Ramon Menezes para a disputa do amistoso contra o Marrocos. Esta foi sua primeira convocação para Seleção principal. Yuri estreou no dia 25 de março, entrando aos 40 minutos do segundo tempo na derrota do Brasil por 2–1 para o Marrocos, em Tanger.

## Estatísticas

### Clubes
Atualizadas até 11 de agosto de 2025
| Clube             | Temporada         | Campeonato nacional | Campeonato nacional | Campeonato nacional | Copa nacional[a] | Copa nacional[a] | Copa nacional[a] | Competições continentais[b] | Competições continentais[b] | Competições continentais[b] | Outros torneios[c] | Outros torneios[c] | Outros torneios[c] | Total | Total | Total   |
| Clube             | Temporada         | Jogos               | Gols                | Assist.             | Jogos            | Gols             | Assist.          | Jogos                       | Gols                        | Assist.                     | Jogos              | Gols               | Assist.            | Jogos | Gols  | Assist. |
| ----------------- | ----------------- | ------------------- | ------------------- | ------------------- | ---------------- | ---------------- | ---------------- | --------------------------- | --------------------------- | --------------------------- | ------------------ | ------------------ | ------------------ | ----- | ----- | ------- |
| Santos            | 2017              | 2                   | 0                   | 0                   | —                | —                | —                | —                           | —                           | —                           | —                  | —                  | —                  | 2     | 0     | 0       |
| Santos            | 2018              | 9                   | 0                   | 0                   | 2                | 1                | 0                | 1                           | 0                           | 0                           | 4                  | 1                  | 0                  | 16    | 2     | 0       |
| Santos            | 2019              | —                   | —                   | —                   | —                | —                | —                | —                           | —                           | —                           | 2                  | 0                  | 0                  | 2     | 0     | 0       |
| Santos            | 2020              | 2                   | 0                   | 0                   | —                | —                | —                | 2                           | 0                           | 0                           | 3                  | 1                  | 1                  | 7     | 1     | 1       |
| Santos            | Total             | 13                  | 0                   | 0                   | 2                | 1                | 0                | 3                           | 0                           | 0                           | 9                  | 2                  | 1                  | 27    | 3     | 1       |
| Internacional     | 2020              | 21                  | 10                  | 2                   | 3                | 1                | 0                | 5                           | 0                           | 0                           | —                  | —                  | —                  | 29    | 11    | 2       |
| Internacional     | 2021              | 33                  | 12                  | 3                   | 2                | 0                | 0                | 7                           | 3                           | 0                           | 13                 | 4                  | 1                  | 55    | 19    | 4       |
| Internacional     | 2022              | —                   | —                   | —                   | —                | —                | —                | —                           | —                           | —                           | 1                  | 1                  | 0                  | 1     | 1     | 0       |
| Internacional     | Total             | 54                  | 22                  | 5                   | 5                | 1                | 0                | 12                          | 3                           | 0                           | 14                 | 5                  | 1                  | 85    | 31    | 6       |
| Zenit             | 2022              | 11                  | 4                   | 2                   | 2                | 2                | 0                | 2                           | 0                           | 0                           | —                  | —                  | —                  | 15    | 6     | 2       |
| Zenit             | Total             | 11                  | 4                   | 2                   | 2                | 2                | 0                | 2                           | 0                           | 0                           | —                  | —                  | —                  | 15    | 6     | 2       |
| Corinthians       | 2022              | 20                  | 8                   | 1                   | 6                | 3                | 1                | 2                           | 0                           | 0                           | —                  | —                  | —                  | 28    | 11    | 2       |
| Corinthians       | 2023              | 34                  | 8                   | 2                   | 8                | 1                | 1                | 11                          | 2                           | 0                           | 10                 | 4                  | 4                  | 63    | 15    | 7       |
| Corinthians       | 2024              | 29                  | 15                  | 5                   | 7                | 2                | 0                | 10                          | 9                           | 2                           | 11                 | 5                  | 0                  | 57    | 31    | 7       |
| Corinthians       | 2025              | 13                  | 5                   | 1                   | 4                | 1                | 0                | 9                           | 2                           | 0                           | 14                 | 5                  | 0                  | 40    | 13    | 1       |
| Corinthians       | Total             | 96                  | 36                  | 9                   | 25               | 7                | 2                | 32                          | 13                          | 2                           | 35                 | 14                 | 4                  | 188   | 70    | 17      |
| Total na carreira | Total na carreira | 174                 | 62                  | 16                  | 34               | 11               | 2                | 49                          | 16                          | 2                           | 58                 | 21                 | 6                  | 315   | 110   | 26      |

- a. ^ Jogos da Copa do Brasil e Copa da Rússia
- b. ^ Jogos da Copa Libertadores, Liga Europa e Copa Sul-Americana
- c. ^ Jogos do Campeonato Paulista e Campeonato Gaúcho

### Seleção Brasileira
Abaixo estão listados todos os jogos, gols e assistências do futebolista pela Seleção Brasileira.[carece de fontes?]
Sub–17
| Ano               | Campeonato Mundial | Campeonato Mundial | Campeonato Mundial | Campeonato Sul–Americano | Campeonato Sul–Americano | Campeonato Sul–Americano | Amistosos | Amistosos | Amistosos | Total | Total | Total   |
| Ano               | Jogos              | Gols               | Assist.            | Jogos                    | Gols                     | Assist.                  | Jogos     | Gols      | Assist.   | Jogos | Gols  | Assist. |
| ----------------- | ------------------ | ------------------ | ------------------ | ------------------------ | ------------------------ | ------------------------ | --------- | --------- | --------- | ----- | ----- | ------- |
| 2017              | 4                  | 1                  | 0                  | 4                        | 2                        | 0                        | 4         | 3         | 0         | 12    | 6     | 0       |
| Total na carreira | 4                  | 1                  | 0                  | 4                        | 2                        | 0                        | 4         | 3         | 0         | 12    | 6     | 0       |

Sub–23
| Ano               | Pré–Olímpico | Pré–Olímpico | Pré–Olímpico |
| Ano               | Jogos        | Gols         | Assist.      |
| ----------------- | ------------ | ------------ | ------------ |
| 2020              | 2            | 0            | 0            |
| Total na carreira | 2            | 0            | 0            |

Principal
| Ano               | Amistosos | Amistosos | Amistosos | Total | Total | Total   |
| Ano               | Jogos     | Gols      | Assist.   | Jogos | Gols  | Assist. |
| ----------------- | --------- | --------- | --------- | ----- | ----- | ------- |
| 2023              | 1         | 0         | 0         | 1     | 0     | 0       |
| Total na carreira | 1         | 0         | 0         | 1     | 0     | 0       |

## Títulos
Zenit
- Premier League Russa: 2021–22

Corinthians
- Campeonato Paulista: 2025

Seleção Brasileira Sub-17
- Campeonato Sul-Americano Sub-17: 2017

### Prêmios individuais
- Jogador do mês do Campeonato Brasileiro: novembro de 2024[80]
- Melhor jogador do Campeonato Paulista: 2025[60]
- Craque da Galera (Campeonato Paulista): 2025[60]
- Seleção do Campeonato Paulista: 2025[60]

### Artilharias
- Maior artilheiro do Corinthians na Copa Sul-Americana: 11 gols[81]
- Artilheiro do Campeonato Brasileiro de 2024: 15 gols[51]
- Artilheiro do Brasil no ano de 2024: 31 gols[51]
- Troféu Roberto Dinamite 2024[53]